# Lista över katolska skyddshelgon för yrken och aktiviteter
Lista över katolska skyddshelgon för yrken och aktiviteter. Yrkesgrupper hade tidigt skyddshelgon. Flera av dessa har sedan ärvts av aktiviteter som fått egna skyddshelgon. På senare tid har även olika aktiviteter fått egna skyddshelgon.

## Lista
| Helgon                         | Yrke eller aktivitet           |
| ------------------------------ | ------------------------------ |
| Agata                          | klockgjutare                   |
| Agata                          | sjuksköterskor                 |
| Albertus Magnus                | kemister                       |
| Albertus Magnus                | medicintekniker                |
| Albertus Magnus                | naturvetare                    |
| Alexander av Comana            | kolare                         |
| Alexius                        | sjuksköterskor                 |
| Amandus                        | bryggare                       |
| Amandus                        | köpmän                         |
| Amandus                        | scouter                        |
| Amandus                        | vinodlare                      |
| Amandus                        | vinproducenter                 |
| Amandus                        | värdshusvärdar                 |
| Amandus                        | bartendrar                     |
| Ambrosius av Milano            | raffinaderiarbetare            |
| Ambrosius av Milano            | biodlare                       |
| aposteln Andreas               | fiskare                        |
| aposteln Andreas               | fiskhandlare                   |
| Anna, Marias moder             | ebenister                      |
| Anna, Marias moder             | husmödrar                      |
| Anna, Marias moder             | ridsportare                    |
| Anna, Marias moder             | stalldrängar                   |
| Anna, Marias moder             | pälsjägare i Nya Frankrike     |
| Ansovinus                      | trädgårdsmästare               |
| Antipas av Pergamum            | tandläkare                     |
| Antonios Eremiten              | dödgrävare                     |
| Antonios Eremiten              | motorister                     |
| Antonios Eremiten              | svinaherde                     |
| Antonius av Padua              | borstbindare                   |
| Antonius av Padua              | korgmakare                     |
| Antonius av Padua              | nomader                        |
| Apollonia                      | tandläkare                     |
| Arnulf av Oudenburg            | bryggare                       |
| Arnulf av Oudenburg            | mjölnare                       |
| Augustinus                     | bryggare                       |
| Augustinus                     | teologer                       |
| Augustinus                     | tryckare                       |
| Barbara                        | arkitekter                     |
| Barbara                        | artillerister                  |
| Barbara                        | byggnadsarbetare               |
| Barbara                        | fyrverkerimakare               |
| Barbara                        | geovetenskapsmän               |
| Barbara                        | gruvarbetare                   |
| Barbara                        | gjuteriarbetare                |
| Bartolomaios                   | garvare                        |
| Bartolomaios                   | läderarbetare                  |
| Basileios den store            | sjukhusadministratörer         |
| Benedikt av Nursia             | bönder                         |
| Benedikt av Nursia             | djurskötare                    |
| Benedikt av Nursia             | lantarbetare                   |
| Bénézet                        | brobyggare                     |
| Benno                          | fiskare                        |
| Bernadette Soubirous           | fåraherdar                     |
| Bernhard av Montjoux           | alpinister                     |
| Bernhard av Montjoux           | alpin klättring                |
| Bernard av Vienne              | bönder                         |
| Bernard av Vienne              | djurskötare                    |
| Bernard av Vienne              | lantarbetare                   |
| Bernardinus av Siena           | reklamare                      |
| Bernhard av Clairvaux          | biodlare                       |
| Bernhard av Clairvaux          | raffinaderiarbetare            |
| Bernward av Hildesheim         | arkitekter                     |
| Blasius                        | stadsutropare                  |
| Blasius                        | veterinärer                    |
| Blasius                        | vävare                         |
| Bona av Pisa                   | kurirer                        |
| Bona av Pisa                   | flygvärdinnor                  |
| Bona av Pisa                   | guide                          |
| Bona av Pisa                   | pilgrimer                      |
| Botulf                         | bönder                         |
| Botulf                         | djurskötare                    |
| Botulf                         | lantarbetare                   |
| Brendan                        | resenärer till sjöss           |
| Brendan                        | sjömän                         |
| Brigid av Kildare              | healers                        |
| Brigid av Kildare              | mejeriarbetare                 |
| Camillo de Lellis              | sjukhusarbetare                |
| Camillo de Lellis              | sjuksköterskor                 |
| Carlo Borromeo                 | kateketer                      |
| Cassian av Imola               | lärare                         |
| Cassian av Imola               | stenografer                    |
| Cecilia                        | musiker                        |
| Celestinus V                   | bokbindare                     |
| Claude de la Colombière        | skulptörer                     |
| Clemens I                      | stenhuggare                    |
| Columbanus                     | motorcyklister                 |
| Crispinus och Crispinianus     | garvare                        |
| Crispinus och Crispinianus     | läderarbetare                  |
| Crispinus och Crispinianus     | läderförädlare                 |
| Crispinus och Crispinianus     | sadelmakare                    |
| Crispinus och Crispinianus     | skomakare                      |
| Crispinus och Crispinianus     | skotillverkare                 |
| Cuthbert av Lindisfarne        | herdar                         |
| Cuthman av Steyning            | herdar                         |
| Damianus                       | kirurger                       |
| Damianus                       | läkare                         |
| Dismas                         | tjuvar                         |
| Dominicus av Landsvägen        | civilingenjörer                |
| Dominicus av Silos             | herdar                         |
| Dominicus                      | astronomer                     |
| Dominicus                      | vetenskapsmän                  |
| Dorotea                        | bryggare                       |
| Dorotea                        | florister                      |
| Dorotea                        | hortikultur                    |
| Drogo                          | herdar                         |
| Drogo                          | kaféföreståndare               |
| Drogo                          | kaféägare                      |
| Dunstan av Canterbury          | fyrvaktare                     |
| Dunstan av Canterbury          | guldsmeder                     |
| Dunstan av Canterbury          | smeder                         |
| Dymphna                        | mentalskötare                  |
| Dymphna                        | psykoterapeuter                |
| Edvard Bekännaren              | kungar                         |
| Efraim syriern                 | andlighet                      |
| Egidius                        | tiggare                        |
| Eligius                        | bönder                         |
| Eligius                        | djurskötare                    |
| Eligius                        | drängar                        |
| Eligius                        | guldsmeder                     |
| Eligius                        | hovslagare                     |
| Eligius                        | juvelerare                     |
| Eligius                        | numismatiker                   |
| Eligius                        | seldonsmakare                  |
| Eligius                        | veterinärer                    |
| Elisabet av Thüringen          | bagare                         |
| Elisabet av Thüringen          | omvårdnad                      |
| Erasmus                        | arbeten på hög höjd            |
| Erasmus                        | ställningsbyggare              |
| Erasmus                        | pyrotekniker                   |
| Erasmus                        | sjömän                         |
| Erasmus                        | sotare                         |
| Eustachius                     | brandmän                       |
| Eustachius                     | jägare                         |
| Eustachius                     | trappers                       |
| Ferdinand III av Kastilien     | ingenjörer                     |
| Fiacre                         | hortikultur                    |
| Fiacre                         | taxichaufförer                 |
| Fiacre                         | trädgårdsmästare               |
| Florian av Lorch               | brandmän                       |
| Florian av Lorch               | sotare                         |
| Foillan                        | barnsköterskor                 |
| Foillan                        | fackverkskonstruktörer         |
| Foillan                        | kirurger                       |
| Foillan                        | tandläkare                     |
| Fokas                          | bönder                         |
| Fokas                          | djurskötare                    |
| Fokas                          | drängar                        |
| Frances Xavier Cabrini         | sjukhusadministratörer         |
| Franciska av Rom               | bilförare                      |
| Franciskus av Assisi           | djurrättsaktivister            |
| Franciskus av Assisi           | djurskyddsarbetare             |
| Frans av Sales                 | författare                     |
| Frans av Sales                 | skribenter                     |
| Gabriel of Our Lady of Sorrows | teologiska seminarieledare     |
| ärkeängeln Gabriel             | budbärare                      |
| ärkeängeln Gabriel             | fallskärmsjägare               |
| ärkeängeln Gabriel             | hallåor                        |
| ärkeängeln Gabriel             | radiotekniker                  |
| ärkeängeln Gabriel             | trafikledare för nödutryckning |
| ärkeängeln Gabriel             | trafikledare för polisen       |
| Gabriele Possenti              | prästerskap                    |
| Gabriele Possenti              | studenter                      |
| Gaetano av Thiene              | arbetslösa                     |
| Gaetano av Thiene              | arbetssökande                  |
| Gaetano av Thiene              | spelare                        |
| Gang Bing                      | eunucker                       |
| Ganolf                         | garvare                        |
| Gangolf                        | skotillverkare                 |
| Gemma Galgani                  | farmaceuter                    |
| Gemma Galgani                  | student                        |
| Genesius                       | advokater                      |
| Genesius                       | clowner                        |
| Genesius                       | dansare                        |
| Genesius                       | jurister                       |
| Genesius                       | komiker                        |
| Genesius                       | scenkonstnärer                 |
| Genesius                       | skådespelare                   |
| Germana Cousin                 | herdinnor                      |
| Giovanni Bosco                 | praktikanter                   |
| Giovanni Bosco                 | redaktörer                     |
| Giovanni Bosco                 | sjukhuspersonal                |
| Giovanni Bosco                 | sjuksköterskor                 |
| Giovanni Bosco                 | tryckare                       |
| Giovanni da Capistrano         | jurister                       |
| Giovanni Gualberto             | jägmästare                     |
| Gottschalk                     | prinsar                        |
| Gottschalk                     | språkvetare                    |
| Gottschalk                     | översättare                    |
| Gregorius I                    | lärare                         |
| Gummarus                       | skogshuggare                   |
| Sankt Göran                    | bönder                         |
| Sankt Göran                    | bågskyttar                     |
| Sankt Göran                    | djurskötare                    |
| Sankt Göran                    | drängar                        |
| Sankt Göran                    | jordbruksarbetare              |
| Sankt Göran                    | kavalleriet                    |
| Sankt Göran                    | korsfarare                     |
| Sankt Göran                    | lantarbetare                   |
| Sankt Göran                    | riddare                        |
| Sankt Göran                    | ridsportare                    |
| Sankt Göran                    | ryttare                        |
| Sankt Göran                    | sadelmakare                    |
| Sankt Göran                    | scouting                       |
| Sankt Göran                    | slaktare                       |
| Sankt Göran                    | militära vapensmeder           |
| Hadrianus av Nicomedia         | kunglig högvakt                |
| Hadrianus av Nicomedia         | slaktare                       |
| Hadrianus av Nicomedia         | soldater                       |
| Hadrianus av Nicomedia         | vapenhandlare                  |
| Hedvig av Polen                | drottningar                    |
| Hervé                          | barder                         |
| Hervé                          | musiker                        |
| Hieronymus                     | bibliotekarier                 |
| Hieronymus                     | eventarrangörer                |
| Hieronymus                     | översättare                    |
| Homobonus                      | affärsmän                      |
| Homobonus                      | skräddare                      |
| Homobonus                      | textilarbetare                 |
| Honorius av Amiens             | bagare                         |
| Honorius av Amiens             | mjölhandlare                   |
| Honorius av Amiens             | florister                      |
| Honorius av Amiens             | konditorer                     |
| Honorius av Amiens             | konfekttillverkare             |
| Honorius av Amiens             | ljustillverkare                |
| Honorius av Amiens             | oblatbagare                    |
| Honorius av Amiens             | oljeraffinerare                |
| Hubertus                       | jägare                         |
| Hubertus                       | körsnärer                      |
| Hunna (helgon)                 | tvätteriarbetare               |
| Hunna (helgon)                 | tvätterskor                    |
| Isidor av Sevilla              | datavetenskap                  |
| Isidor av Sevilla              | datoranvändare                 |
| Isidor av Sevilla              | datatekniker                   |
| Isidor av Sevilla              | programmerare                  |
| Isidor av Sevilla              | skolbarn                       |
| Isidor av Sevilla              | student                        |
| Isidro Labrador                | kroppsarbetare                 |
| Isidro Labrador                | bönder                         |
| Isidro Labrador                | djurskötare                    |
| Isidro Labrador                | drängar                        |
| aposteln Jakob, Alfeus son     | farmaceuter                    |
| aposteln Jakob                 | farmaceuter                    |
| aposteln Jakob                 | garvare                        |
| aposteln Jakob                 | körsnärer                      |
| aposteln Jakob                 | ridsportare                    |
| aposteln Jakob                 | veterinärer                    |
| Jean-Baptiste de La Salle      | lärare                         |
| Jean-François Regis            | socialarbetare                 |
| Jean-Marie Vianney             | präster                        |
| Jeanne d'Arc                   | soldater                       |
| aposteln Johannes              | garvare                        |
| Johannes av Gud                | bokhandlare                    |
| Johannes Döparen               | fågelhandlare                  |
| Johannes Döparen               | hovslagare                     |
| Johannes från Damaskus         | krucifixmakare                 |
| Jose de Anchieta               | skolios                        |
| Josef av Copertino             | astronauter                    |
| Josef av Copertino             | piloter                        |
| Josef av Copertino             | tentamenskrivare               |
| Josef av Copertino             | flygresenärer                  |
| Josef från Arimataia           | begravningsentreprenörer       |
| Josef från Arimataia           | tunnplåtslagare                |
| Josef från Nasaret             | arbetare                       |
| Josef från Nasaret             | ebenister                      |
| Josef från Nasaret             | hantverkare                    |
| Josef från Nasaret             | snickare                       |
| Judas Taddeus                  | polisen                        |
| Judas Taddeus                  | sjukhusarbetare                |
| Julian Hospitator              | cirkusfolk                     |
| Julian Hospitator              | färjkarlar                     |
| Julian Hospitator              | herdar                         |
| Justa and Rufina               | keramiker                      |
| Katarina av Alexandria         | bibliotekarier                 |
| Katarina av Alexandria         | filosofer                      |
| Katarina av Alexandria         | garvare                        |
| Katarina av Alexandria         | predikanter                    |
| Katarina av Alexandria         | sjuksköterskor                 |
| Katarina av Siena              | sjuksköterskor                 |
| Kateri Tekakwitha              | miljökämpar                    |
| Klara av Assisi                | förgyllare                     |
| Klara av Assisi                | guldsmeder                     |
| Klara av Assisi                | sömmerskor                     |
| Klara av Assisi                | tvätteriarbetare               |
| Damianus                       | begravningsentreprenörer       |
| Damianus                       | farmaceuter                    |
| Kosmas                         | farmaceuter                    |
| Kosmas                         | frisörer                       |
| Kosmas                         | kirurger                       |
| Kosmas                         | läkare                         |
| Kristoffer                     | idrottare                      |
| Kristoffer                     | förare                         |
| Kristoffer                     | resenärer                      |
| Kristoffer                     | surfare                        |
| Sankt Lars                     | bibliotekarier                 |
| Sankt Lars                     | garvare                        |
| Sankt Lars                     | kockar                         |
| Leodegar av Autun              | mjölnare                       |
| Lidwina                        | skridskoåkare                  |
| evangelisten Lukas             | kirurger                       |
| evangelisten Lukas             | konstnärer                     |
| evangelisten Lukas             | läkare                         |
| evangelisten Lukas             | notarier                       |
| Macarius av Unzha              | handelsmän                     |
| Macarius av Unzha              | hantverkare                    |
| Magnus av Avignon              | fiskhandlare                   |
| Malo                           | grisbönder                     |
| Margareta                      | sjuksköterskor                 |
| Maria från Magdala             | farmaceuter                    |
| Maria från Magdala             | frisörer                       |
| Maria från Magdala             | garvare                        |
| Marta                          | dietister                      |
| Martin av Tours                | soldater                       |
| Martin de Porres               | frisörer                       |
| Matteus                        | bankkamrerer                   |
| Matteus                        | bokhållare                     |
| Matteus                        | kronofogden                    |
| Matteus                        | revisorer                      |
| Matteus                        | tulltjänstemän                 |
| Matteus                        | väktare                        |
| Maturinus                      | clowner                        |
| Maturinus                      | gycklare                       |
| Maturinus                      | komiker                        |
| Maturinus                      | rörmokare                      |
| Mauritius                      | infanterister                  |
| ärkeängeln Mikael              | ambulanspersonal               |
| ärkeängeln Mikael              | radiologer                     |
| ärkeängeln Mikael              | soldater                       |
| ärkeängeln Mikael              | kommunikationsarbetare         |
| ärkeängeln Mikael              | handlare                       |
| ärkeängeln Mikael              | polisen                        |
| ärkeängeln Mikael              | postiljoner                    |
| ärkeängeln Mikael              | stuvare                        |
| ärkeängeln Mikael              | varuhusexpediter               |
| Nikolaus                       | bågskyttar                     |
| Nikolaus                       | farmaceut                      |
| Nikolaus                       | fiskare                        |
| Nikolaus                       | köpmän                         |
| Nikolaus                       | pantbanker                     |
| Nikolaus                       | prostituerade                  |
| Nikolaus                       | sjömän                         |
| Nikolaus                       | tjuvar                         |
| Nikolaus av Tolentino          | sjömän                         |
| Notburga                       | bönder                         |
| Notburga                       | djurskötare                    |
| Notburga                       | drängar                        |
| Pantaleon                      | läkare                         |
| Patrick                        | ingenjörer                     |
| Paulus                         | reklamare                      |
| Paulus                         | sjukhus                        |
| Pedro de Alcántara             | väktare                        |
| Pedro de Betancur              | hemlöshet                      |
| Petrus                         | bagare                         |
| Petrus                         | brobyggare                     |
| Petrus                         | fiskhandlare                   |
| Petrus                         | fiskarna                       |
| Petrus                         | glastillverkare                |
| Petrus                         | keramiker                      |
| Petrus                         | påvarna                        |
| Petrus                         | sjömän                         |
| Petrus                         | skomakare                      |
| Petrus                         | slaktare                       |
| Petrus                         | smeder                         |
| Petrus                         | snickare                       |
| Petrus                         | stenhuggare                    |
| Petrus                         | tygmakare                      |
| Petrus                         | urmakare                       |
| Quintinus                      | kaplaner                       |
| Quintinus                      | kirurger                       |
| Quintinus                      | låssmeder                      |
| Quintinus                      | skräddare                      |
| ärkeängeln Rafael              | farmaceuter                    |
| ärkeängeln Rafael              | herdar                         |
| ärkeängeln Rafael              | läkare                         |
| ärkeängeln Rafael              | sjuksköterskor                 |
| Raimund av Peñafort            | sjukhusarkivarier              |
| Raimund av Peñafort            | kanonisk rätt                  |
| Raymond Nonnatus               | barnmorskor                    |
| Raymond Nonnatus               | obstetrik                      |
| Rebecka                        | fysiker                        |
| Regina                         | herdinnor                      |
| Reinold                        | stenhuggare                    |
| René Goupil                    | anestesiologer                 |
| Roberto Bellarmino             | kateketer                      |
| Rochus                         | kakelmakare                    |
| Rochus                         | kirurger                       |
| Rochus                         | gravgrävare                    |
| Rochus                         | second hand-handlare           |
| Rosa av Lima                   | sömmerskor                     |
| Rosa av Lima                   | trädgårdsskötare               |
| Sankt Valentin                 | biodlare                       |
| Sebastian                      | idrottsmän                     |
| Sebastian                      | soldater                       |
| Solange                        | herdinnor                      |
| Stefanos                       | diakoner                       |
| Stefanos                       | korgmakare                     |
| Stefanos                       | ministranter                   |
| Stefanos                       | murare                         |
| Tatiana av Rom                 | studenter                      |
| Theobald av Provins            | kolare                         |
| Theobald av Provins            | skomakare                      |
| Theobald of Provins            | bönder                         |
| Theobald of Provins            | vinodlare                      |
| Thérèse av Jesusbarnet         | florister                      |
| Thérèse av Jesusbarnet         | piloter                        |
| Thérèse av Jesusbarnet         | missionärer                    |
| Thomas av Aquino               | akademiker                     |
| Thomas av Aquino               | lärare                         |
| Thomas av Aquino               | studenter                      |
| Thomas Becket                  | sekularpräster                 |
| Thomas More                    | advokater                      |
| Thomas More                    | politiker                      |
| Thomas More                    | statsmän                       |
| Thomas More                    | tjänstemän                     |
| aposteln Tomas                 | arkitekter                     |
| Urban av Langres               | vinodlare                      |
| Urban av Langres               | alkoholister                   |
| Urban av Langres               | trädgårdsmästare               |
| Venerius av Tino               | fyrvaktare                     |
| Veronica                       | fotografer                     |
| Veronica                       | tvätteriarbetare               |
| Vincent av Zaragoza            | vinproducenter                 |
| Vincent de Paul                | hospitalarbetare               |
| Vincentius Ferrer              | byggnadsarbetare               |
| Sankt Vitus                    | dansare                        |
| Sankt Vitus                    | komiker                        |
| Walstan                        | bönder                         |
| Walstan                        | djurskötare                    |
| Walstan                        | drängar                        |
| Winifred                       | lönekontorister                |
| Winnoc                         | mjölnare                       |
| Wolbodo                        | studenter                      |
| Wolfgang av Regensburg         | träsnidare                     |
| Yves Hélory                    | advokater                      |
| Zeno av Verona                 | fiskare                        |
| Zita                           | hembiträden                    |
| Zita                           | serveringspersonal             |
| Zita                           | tjänare                        |